# Ігор Гомес (футболіст, 2001)
Ігор Гомес (порт. Igor Gomes (calciatore 2001), нар. 6 березня 2001, Барра-Манса) — бразильський футболіст, захисник еміратського клубу «Аль-Аглі» (Дубай). Виступав також за клуб «Інтернасьйонал».

## Ігрова кар'єра
Ігор Гомес народився 2001 року в місті Барра-Манса. Розпочав займатися футболом у юнацькій команді португальського футбольного клубу «Коїмбра», пізніше перейшов до академії клубу «Барселона». У 2020 році бразильський захисник розпочав грати за другу команду клубу «Барселона Б», в якій грав до 2022 року. У 2022 році футболіст повернувся на батьківщину, де став гравцем клубу «Інтернасьйонал». У складі команді з Порту-Алегрі Гомес грав до 2024 року.
У 2024 році Ігор Гомес став гравцем еміратського клубу «Аль-Аглі» (Дубай). У складі дубайської команди в 2024 році бразильський футболіст став володарем Суперкубка ОАЕ.

## Титули і досягнення
- Володар Суперкубка ОАЕ (1):

«Шабаб Аль-Аглі»: 2024
- Чемпіон ОАЕ (1):

«Шабаб Аль-Аглі»: 2024-25
- Володар Кубка Президента ОАЕ (1):

«Шабаб Аль-Аглі»: 2024-25